# Record Club
Record Club es un proyecto musical iniciado por Beck Hansen en junio de 2009. El propósito del proyecto es el de versionar un álbum completo de otro artista en un día, utilizando una colectividad informal y fluida de músicos. Los álbumes cubiertos desde julio de 2010 son: The Velvet Underground & Nico de The Velvet Underground, Songs of Leonard Cohen de Leonard Cohen, Oar de Skip Spence, Kick de INXS, y Yanni Live at the Acropolis de Yanni. Los videos de cada actuación se han publicado en la página web de Beck.

## Álbumes versionados
1. The Velvet Underground & Nico – The Velvet Underground (1967)
2. Songs of Leonard Cohen – Leonard Cohen (1967)
3. Oar – Skip Spence (1969)
4. Kick – INXS (1987)[1]
5. Yanni Live at the Acropolis – Yanni (1994)

## Músicos

### The Velvet Underground and Nico
- Nigel Godrich
- Beck Hansen
- Chris Holmes
- Bram Inscore
- Brian LeBarton
- Thorunn Magnusdottir (de la banda Fields)
- Giovanni Ribisi
- Joey Waronker

### Songs of Leonard Cohen
- Devendra Banhart
- Will Berman (MGMT)
- Ben Goldwasser (MGMT)
- Beck Hansen
- Bram Inscore
- Brian LeBarton
- Binki Shapiro (Little Joy)
- Andrew Stockdale (Wolfmother)
- Andrew VanWyngarden (MGMT)
- Michel Madrid (centurión Nova Prime)

### Oar
- Leslie Feist
- James Gadson
- Beck Hansen
- Brian LeBarton
- Jamie Lidell
- Wilco (así como Jeff Tweedy, hijo de Spencer, en la batería adicional)

### Kick
- St. Vincent
- Daniel Hart (desde hace mucho tiempo colaborador de St. Vincent)
- Sergio Dias (de Os Mutantes)
- Liars
- Beck Hansen
- Brian LeBarton

### Yanni Live at the Acropolis
- Thurston Moore de Sonic Youth
- Tortoise
- Beck Hansen
- Varios músicos de sesión